# Руслицеві
Руслицеві (Elatinaceae) — родина рослин яка містить 2 роди й приблизно 60 видів, поширених переважно в тропічних і субтропічних країнах обох півкуль. В Україні зростає 4 види з роду Elatine: Elatine alsinastrum — руслиця кільчаста, Elatine ambigua — руслиця сумнівна, Elatine hungarica — руслиця угорська, Elatine hydropiper — руслиця перцева.

## Опис
Це трави (однорічні, багаторічні) або напівкущі. Листки прості, черешкові, поля цілі або зубчасті. Квітки дрібні, радіально-симетричні, пахвові, поодинокі або китицеві. Чашолистків 2–5, вільні. Пелюсток 2–5, вільні. Плід — коробочка. Насіння численне, пряме або вигнуте, дрібне.